# Calcio ai VII Giochi panamericani

La settima edizione del torneo di calcio ai Giochi panamericani si è svolta a Città del Messico, Guadalajara, Toluca e Puebla, in Messico, dal 13 al 25 ottobre 1975. Il formato subisce un'ulteriore modifica rispetto all'edizione precedente: vengono creati quattro gironi, tre da tre squadre e uno da quattro; passano al turno seguente le prime due classificate, che vengono poi divise in altri due gironi da quattro squadre. Le Nazionali partecipanti sono tredici, quattro affiliate alla CONMEBOL e nove alla CONCACAF. La vittoria fu condivisa da Messico e Brasile.

## Incontri

### Gruppo A (Toluca)
| Squadra           | P | G | V | N | S | GF | GS | DR |
| ----------------- | - | - | - | - | - | -- | -- | -- |
| Messico           | 4 | 2 | 2 | 0 | 0 | 9  | 2  | +7 |
| Trinidad e Tobago | 2 | 2 | 1 | 0 | 1 | 2  | 6  | −4 |
| Stati Uniti       | 0 | 2 | 0 | 0 | 2 | 1  | 4  | −3 |

| Messico           | 6–1 | Trinidad e Tobago |
| Messico           | 3–1 | Stati Uniti       |
| Trinidad e Tobago | 1–0 | Stati Uniti       |

### Gruppo B (Puebla)
| Squadra   | P | G | V | N | D | GF | GS | DR |
| --------- | - | - | - | - | - | -- | -- | -- |
| Argentina | 4 | 2 | 2 | 0 | 0 | 8  | 0  | +8 |
| Canada    | 1 | 2 | 0 | 1 | 1 | 0  | 2  | −2 |
| Giamaica  | 1 | 2 | 0 | 1 | 1 | 0  | 6  | −6 |

| Argentina | 2–0 | Canada    |
| Giamaica  | 0–6 | Argentina |
| Canada    | 0–0 | Giamaica  |

### Gruppo C (Guadalajara)
| Squadra | P | G | V | N | S | GF | GS | DR |
| ------- | - | - | - | - | - | -- | -- | -- |
| Cuba    | 3 | 2 | 1 | 1 | 0 | 4  | 1  | 3  |
| Bolivia | 2 | 2 | 1 | 0 | 1 | 1  | 3  | -2 |
| Uruguay | 1 | 2 | 0 | 1 | 1 | 1  | 2  | -1 |

| Cuba    | 3 - 0 | Bolivia |
| Cuba    | 1 - 1 | Uruguay |
| Bolivia | 1 - 0 | Uruguay |

### Gruppo D (Città del Messico)
| Squadra     | P | G | V | N | S | GF | GS | DR  |
| ----------- | - | - | - | - | - | -- | -- | --- |
| Brasile     | 6 | 3 | 3 | 0 | 0 | 19 | 1  | 18  |
| Costa Rica  | 3 | 3 | 1 | 1 | 1 | 6  | 4  | 2   |
| El Salvador | 3 | 3 | 1 | 1 | 1 | 4  | 3  | 1   |
| Nicaragua   | 0 | 3 | 0 | 0 | 3 | 2  | 23 | -21 |

| Brasile     | 3 - 1  | Costa Rica  |
| El Salvador | 4 - 1  | Nicaragua   |
| Brasile     | 2 - 0  | El Salvador |
| Nicaragua   | 1 - 5  | Costa Rica  |
| Brasile     | 14 - 0 | Nicaragua   |
| El Salvador | 0 - 0  | Costa Rica  |

### Secondo turno

#### Gruppo A (Toluca)
| Squadra    | P | G | V | N | S | GF | GS | DR  |
| ---------- | - | - | - | - | - | -- | -- | --- |
| Messico    | 5 | 3 | 2 | 1 | 0 | 17 | 2  | +15 |
| Costa Rica | 4 | 3 | 2 | 0 | 1 | 4  | 7  | −3  |
| Cuba       | 3 | 3 | 1 | 1 | 1 | 5  | 3  | +2  |
| Canada     | 0 | 3 | 0 | 0 | 3 | 0  | 14 | −14 |

| Messico    | 7–0 | Costa Rica |
| Cuba       | 3–0 | Canada     |
| Messico    | 2–2 | Cuba       |
| Canada     | 0–3 | Costa Rica |
| Messico    | 8–0 | Canada     |
| Costa Rica | 1–0 | Cuba       |

#### Gruppo B (Città del Messico)
| Squadra           | P | G | V | N | S | GF | GS | DR  |
| ----------------- | - | - | - | - | - | -- | -- | --- |
| Brasile           | 5 | 3 | 2 | 1 | 0 | 13 | 0  | +13 |
| Argentina         | 5 | 3 | 2 | 1 | 0 | 9  | 1  | +8  |
| Bolivia           | 2 | 3 | 1 | 0 | 2 | 3  | 11 | −8  |
| Trinidad e Tobago | 0 | 3 | 0 | 0 | 3 | 2  | 15 | −13 |

| Brasile   | 0 - 0 | Argentina         |
| Bolivia   | 3 - 1 | Trinidad e Tobago |
| Brasile   | 6 - 0 | Bolivia           |
| Argentina | 5 - 1 | Trinidad e Tobago |
| Brasile   | 7 - 0 | Trinidad e Tobago |
| Argentina | 4 - 0 | Bolivia           |

### Finale 3º-4º posto
| Arbitro: | Scolfaro |

|                     |           |  |
| Silva 36’ Tello 70’ | Marcatori |  |

### Finale
| Arbitro: | Arturo Iturralde |

| |            | |
| Tapia 76’ | Marcatori  | 85’ (rig.) Cláudio Adão |
| · Gómez P · Márquez D · Viveros D · Gómez D · García D · Carrillo D · Bugarín C · Caballero C · Cossio C · Tapia A · Rangel A · Sánchez A | Formazioni | · P Carlos · D Mauro · D Tecão · D Edinho · D Chico Fraga · C Batista · D Bianchi · C Eudes · C Rosemiro · A Luiz Alberto · C Marcelo · A Cláudio Adão · A Santos |
| Mercado | Allenatori | Zizinho |

## Vincitore
| Vincitore              |
| ---------------------- |
| Brasile Medaglia d'oro |